# Johnny Longstaff
John Edward "Johnny" Longstaff (1919 - 2000) fue un antifascista británico en los años 1930s que luchó con las Brigadas Internacionales.

## Biografía
Longstaff nació en 1919 en la ciudad de Stockton-on-Tees, Inglaterra. En su juventud era pobre, y durante los años de la Gran Depresión rogaba para pan en las calles. A los quince años, Longstaff se unió a la Gran Marcha de Hambre, y camino 380 kilómetros para llegar a Londres. Después, Longstaff se unió a la organización juvenil del Partido Laborista. Sus experiencias en la organización, y conociendo refugiados judíos de Alemania nazi inculco sentimientos fuertes antifascistas. Participó Longstaff en La Batalla de Cable Street en 1936.
En 1937 Longstaff se juntó a la Brigada internacional después de mentir de su edad, y lucho al lado de la Segunda República Española en la Guerra civil española, donde fue herido tres veces. Regreso al Reino Unido unos meses antes del empiezo de la Segunda Guerra Mundial. En las campañas de esta guerra, luchó en el ejército del Reino Unido como un sargento en la Brigada de Rifles de Londres en África del Norte y Italia, participando en las batallas de El Alamein y de Montecassino. Recibió un premio por valor.
Después de la guerra, Longstaff se casó con su esposa, Pauline, tuvo niños, y tomó un trabajo como funcionario.
Longstaff murió en 2000. En 2019, un grupo de música folk, The Young'uns  hizo una obra musical sobre su vida.